# UCI Continental Team
Континентальная команда (англ. UCI Continental Team) — это велосипедная команда третьей категории, зарегистрированная в Международном союзе велосипедистов (UCI) для участия в шоссейных соревнованиях. Данный тип команд появился после реорганизации шоссейных соревнований в сезоне 2005 году и примерно соответствует ранее существовавшей фр. Groupe Sportif III (GS3) или англ. Trade Team 3 (TT3)

## Состав и национальность
UCI Continental Team состоит из платёжного агента ответственного за выплаты, представителя команды, спонсоров, велогонщиков, и других сотрудников команды (менеджер, тренер, спортивный врач, соньёр, веломеханик и так далее). До двух спонсоров имеют статус главного партнёра.
Название UCI Continental Team - это название или бренд одного или обоих основных партнёров. Также может быть лицензирована под другим именем, связанным с проектом. Название команды может меняться, особенно при смене спонсора или платежного агента. Таким образом, название команды может изменяется со сменой спонсоров, а также полностью или частично может стать частью названия другой команды.
Гражданство UCI Continental Team определяется гражданством большинства её велогонщиков. Имеет практическое значение так как получение лицензии осуществляется через соответствующую национальную федерацию велоспорта, а также велосипедистов для права участвовать в гонках UCI Europe Tour категорий 1.HC и 2.HC.

## Лицензирование
Лицензирование проводится ежегодно (выдаётся на год) в соответствующей национальной федерацией велоспорта, которая может лицензировать максимум 15 UCI Continental Teams в год. Также она контролирует минимальные требования UCI к контрактам гонщиков и банковская гарантия заработной платы, может предъявлять дополнительные требования к лицензированию. В конце этого процесса происходит регистрация в UCI.

## Велогонщики
UCI Continental Team должна состоять минимум из 8 велогонщиков. Максимальное количество - 16 человек. Большинство гонщиков должны быть моложе 28 лет.
Также может дополнительно привлекать до 4 гонщиков из других дисциплин велосипедного спорта таких как велокросс, маунтинбайк, трек (гонка по очкам, скрэтч, индивидуальная гонка преследования, омниум, а до 2017 года ещё мэдисон и командная гонка преследования) при условии, что эти гонщики были среди лучших 150 рейтинга UCI в своих дисциплинах по итогам предыдущего сезона.
Кроме того с 1 августа каждого года команда может подписать контракты с двумя стажёрами в возрасте до 23 лёт которые смогут принимать участие в гонках UCI Continental Circuits до конца текущего года.
Велогонщики континентальной команды могут быть как профессионалами так и любителями поскольку минимальная зарплата определяемая UCI отсутствует. Контрактное вознаграждение даже для профессионалов может быть согласовано.
До 2017 года большинство гонщиков должны были быть моложе 28 лет.

## Участие в гонках
В правилах ICU предусмотрены условия участия профессиональных континентальных команд в различных соревнованиях которые зависят от календаря в который входит гонка и её категории в нём:
- UCI World Tour
  - не имеют право участвовать
- UCI Europe Tour
  - гонки категорий 1.HC и 2.HC только в той же стране где зарегистрирована команда
  - гонки категорий 1.1, 2.1, 1.2 и 2.2 без ограничений
- UCI America Tour, UCI Asia Tour, UCI Oceania Tour и UCI Africa Tour
  - гонки категорий 1.HC, 2.HC, 1.1, 2.1, 1.2 и 2.2 без ограничений

## Значение
Континентальные команды хотя и участвуют вместе с UCI WorldTeam и UCI Professional Continental Team на гонках более низкого уровня, они не имеют права участвовать в гонках UCI World Tour. Однако могут быть частью национальной команды, участвующей в «событии стратегического значения для развития велоспорта» в своей стране. А также служат для продвижения молодёжи и шоссейного велоспорта за пределами основных стран где он популярен. Наконец они могут соревноваться в гонках национального календаря «не доступного» WorldTeam и проконтинентальным командам. В результате этого международное восприятие этих команд весьма ограничено.